# Leiten (Gemeinde Buch-St. Magdalena)
Leiten ist ein Ort in der Oststeiermark, unweit der burgenländischen Grenze, und gehört zur Gemeinde Buch-St. Magdalena im Bezirk Hartberg-Fürstenfeld der Steiermark. Hier liegt die Haltestelle Buch-Geiselberg der Thermenbahn.

## Geographie
Der kleine Ort befindet sich am Nordrand des Oststeirischen Riedellands, 45 Kilometer östlich von Graz, 5½ km südlich von Hartberg. Er liegt auf 319 m ü. A. in der Talung des Hartberger Safen am Fuß des Buchberg (Kote 424 m ü. A.) genannten Nebenzug am Lemberg. Im Tal verlaufen die A 2 Süd Autobahn (Wien – Graz) wie auch die Bahnlinie Hartberg – Friedberg (Thermenbahn).
Die Häusergruppe umfasst – zusammen mit der Ortslage Bahnhof Buch-Geiselberg – nur etwa zehn Adressen.
Nachbarorte
| Oberbuch  | Hopfau                                      | Buchberg  |
|           | Kompassrose, die auf Nachbargemeinden zeigt | Hartl     |
| Unterbuch |                                             | Burgstall |

## Geschichte und Infrastruktur: Haltestelle Buch-Geiseldorf
Ursprünglich war Leiten nur das Gehöft auf der linken, westwärtigen Talseite (die Konskriptionsnummern, heute Adressen Oberbuch 1–3), während (Ober-)Buch die Häuser rechtsufrig bei der Wegkapelle, Unterbuch liegt links bachabwärts. Leite ist ein altes oberdeutsches Wort für „(steilerer) Hang“, hier der Fuß des Buchbergs, der quer zur Streifrichtung des Riedllands von Osten in die Talung vorstösst. Nördlich des Zugs verläuft der Weg hinauf nach Sankt Magdalena mit der Magdalenakirche.
1891 wurde hier die Fortführung der Lokalbahn Fehring–Fürstenfeld nach Hartberg erbaut und am 19. Oktober des Jahres eröffnet. Damit bekam Buch auch einen Bahnhof. Im Laufe der Zeit schloss sich die Besiedlung etwas, Leiten umfasst heute etwa 1⁄4 der Häuser um Oberbuch.
Mit der Krise des Schienenverkehrs des späteren 20. Jahrhunderts, insbesondere auf Nebenstrecken, wurde der Bahnhof zur Haltestelle Buch zurückgestuft (Geiseldorf hatte einen eigenen Haltepunkt). 2004 betrug die Frequenz dann nur mehr drei Einsteiger und ein Aussteiger per Werktag, Der Betrieb des Haltepunkts wurde dann eingestellt.
Außerdem entstand hier im Radwegenetz der Oststeiermark ein Knotenpunkt, hier führen R35 Hartberger Radweg, wie auch R36 St. Magdalena Radweg (im Ort Anschluss R12 Thermenradweg) vorbei, und das Konzept Rad & Bahn in FF und HB (Regio-Biking  mit Fahrrad-Mitnahmekarte) in Zusammenarbeit mit den ÖBB gehört zum Verkehrsleitkonzept (und auch tourismuswirtschaftlichen Regionalentwicklungsprogramm).
Anlaufpunkt ist der Gasthof Falk am Bahnhof. Sehenswert ist der Lindenwald östlich des Orts, ein gepflegter geschlossener Bestand an alten Linden, am Wanderweg über den Buchberg stehen mehrere Flurkreuze.

## Nachweise
- 62205 – Buch-St. Magdalena. Gemeindedaten der Statistik Austria

1. ↑  Franziszäischer Kataster 1817–1861 (Layer online bei STMGIS, diverse Kartenthemen)
2. ↑  Volkswirthschaftliche Zeitung. (…) Localbahn Fürstenfeld-Hartberg. In: Das Vaterland, Nr. 285/1891 (XXXII. Jahrgang), 17. Oktober 1891, S. 6, oben rechts. (online bei ANNO).
3. ↑  lt. MOFAS 2004, ÖBB, 2004, zitiert in Das Land Steiermark FA 18A – Gesamtverkehr und Projektierung, Arbeitsgemeinschaft Jereb – Hoffmann: Regionales Verkehrskonzept Fürstenfeld – Hartberg 2006. Langfassung. Überarbeitete Fassung, Graz, August 2007. Abb. 33 Reisende auf der Aspangbahn an Werktagen sowie Haltestellenfrequentierung, S. 59 (pdf (Memento des Originals vom 19. November 2012 im Internet Archive)  Info: Der Archivlink wurde automatisch eingesetzt und noch nicht geprüft. Bitte prüfe Original- und Archivlink gemäß Anleitung und entferne dann diesen Hinweis., verkehr.steiermark.at).
4. ↑  ÖBB Reiseportal: Rad u. Bahn in der Steiermark
5. ↑  ÖBB Reiseportal: Fahrrad-Mitnahme
6. ↑  Regionales Verkehrskonzept Fürstenfeld – Hartberg 2006. Langfassung. 3.3 Fuß- und Radverkehr, S. 67 ff, insb. Radwegenetz in FF und HB: und Abb. 39 Bestehendes Radwegenetz und möglicher Ausbau in Hartberg und Fürstenfeld 2005.
7. ↑  Auferbauer, Ost-Steiermark Wanderführer, S. 67 ff.